# Pleocarpenon
Pleocarpenon ist ein organische Verbindung und ein pflanzlicher Naturstoff, der in  Pleocarphus revolutus aus der Familie der Korbblütler (Asteraceae) vorkommt. Strukturell handelt es sich um ein Terpenoid mit 14 Kohlenstoffatomen, konkret um ein Norsesquiterpenketon.

## Vorkommen

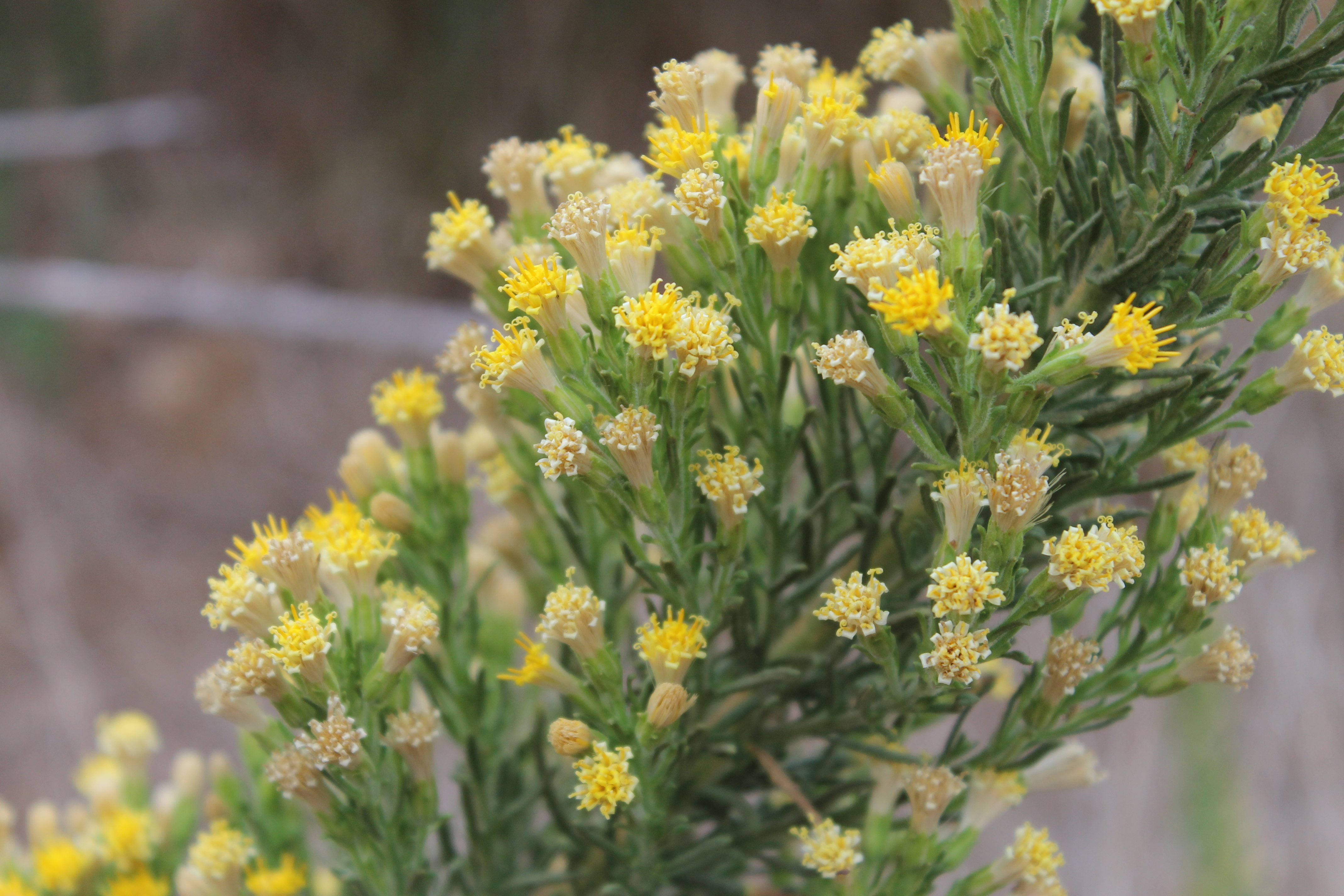
Pleocarphus revolutus

Pleocarpenon wurde erstmals 1976 aus der Pflanze Pleocarphus revolutus (Familie Asteraceae, Unterfamilie Mutisioideae) isoliert wurde.

## Struktur und Isomerie
Pleocarpenon gehört zu der Stoffklasse der Norsesquiterpene mit 14 Kohlenstoffatomen, welche formal von Sesquiterpenen durch Entfernung einer Methylen- oder Methyl-Gruppe abgeleitet werden. Die Struktur von Pleocarpenone weist zwei Hydroxylgruppen und eine Ketogruppe auf und ähnelt dem bicyclischen Sesquiterpen Guaian. Der Cycloheptanon-Ring zeigt eine Twist-Chair-Konformation auf. Aufgrund der vier vorhandenen Stereozentren sind 24 = 16 Stereoisomere möglich. Bekannt ist das (+)-Pleocarpenon und das (−)-Pleocarpenon.

## Synthese
Pleocarpenon kann ausgehend von Methyl-2-pyron-3-carboxylat (1) hergestellt werden. Dieses wird mit Dieisennonacarbonyl zu einem Cyclobutadien-Komplex umgesetzt. Die Estergruppe wird mit Diisobutylaluminiumhydrid in Diethylether zum Alkohol reduziert und dann mit Mangandioxid in Dichlormethan zum Aldehyd reoxidiert. Durch Reaktion mit 3-Butenylmagnesiumbromid wird eine Alkenseitenkette eingeführt. Um trennbare Diastereomere zu erhalten, muss die dabei gebildete Hydroxygruppe mit Mangandioxid zum Keton oxidiert werden und anschließend mit einem B-Methyl-CBS-Katalysator stereoselektiv wieder reduziert werden. Je nach Stereokonfiguration des Katalysators kann so ein unterschiedliches Stereoisomer des Endprodukts erhalten werden. Durch Alkenmetathese mit Methylacrylat und anschließende oxidative Cyclisierung mit Ammoniumcer(IV)-nitrat wird ein tricyclisches Cyclobuten (2) erhalten. Der über das Methylacrylat eingeführte Ester kann mit Lithiumaluminiumhydrid zum Alkohol reduziert werden. Dieser Alkohol wird dann durch eine Triisopropylsilylgruppe geschützt, während die andere Hydroxygruppe als Acetat geschützt wird. Die Einführung beider Schutzgruppen gelingt ohne zwischenzeitliche Aufarbeitung durch Reaktion in Tetrahydrofuran. Zunächst werden Molsieb (4 Å), Triisopropylsilylchlorid, 4-Dimethylaminopyridin und Triethylamin zugegeben, in einem zweiten Schritt nach Schützung des primären Alkohols dann Acetanhydrid. Die Cyclobuteneinheit wird durch Reaktion mit Ethyldiazoacetat und Kupfer(II)-acetylacetonat cyclopropaniert, wobei gleichzeitig die Acetylgruppe wieder entfernt wird. Der so entschützte sekundäre Alkohol wird durch Swern-Oxidation mit Oxalylchlorid und Dimethylsulfoxid zum Keton oxidiert. Durch Reaktion mit Methylmagnesiumchlorid werden dann sowohl diese Ketongruppe als auch der Ester am Cyclopropanring reduziert und insgesamt drei Methylgruppen eingeführt. Dabei entsteht das erwünschte Diastereomer (3) in hoher Selektivität. Wird das tetracyclische Intermediat in Benzol in Gegenwart von DBU auf 200 °C erhitzt, lagert es sich zu einem bicyclischen 5-7-Ringsystem (4) um. Die dabei entstehenden Doppelbindungen können mit Raney-Nickel als heterogenem Katalysator hydriert werden. Entschützung der Silylgruppe mit Tetrabutylammoniumfluorid, Umwandlung des Alkohols in ein Tosylat mit Tosylchlorid und Eliminierung mit DBU und Natriumiodid über ein intermediäres Alkyliodid ergibt das Pleocarpenen mit exocyclischer Doppelbindung. Diese kann durch Ozonolyse in eine Ketogruppe überführt werden. Anschließend muss noch das chirale Zentrum in α-Position zum Keton epimerisiert werden, was mit Natriummethanolat möglich, um das Pleocarpenon (5) zu erhalten.

Synthese von Pleocarpenon mit einigen Intermediaten

## Eigenschaften
Pleocarpenon wirkt cytotoxisch.

## Externe Links zu erwähnten Verbindungen
1. ↑  Externe Identifikatoren von bzw. Datenbank-Links zu (1R,3aS,7R,8aR)-Pleocarpenon:  CAS-Nr.: 60491-88-5, PubChem: 166445246, Wikidata: Q131745184.
2. ↑  Externe Identifikatoren von bzw. Datenbank-Links zu (1R,3aS,7R,8aR)-rel-Pleocarpenon:  CAS-Nr.: 2841608-79-3, Wikidata: Q131745198.
3. ↑  Externe Identifikatoren von bzw. Datenbank-Links zu (1R,3aR,7R,8aR)-Pleocarpenon:  CAS-Nr.: 2785343-11-3, Wikidata: Q131745198.
4. ↑  Externe Identifikatoren von bzw. Datenbank-Links zu Guaian:  CAS-Nr.: 489-80-5, PubChem: 9548703, ChemSpider: 7827626, Wikidata: Q27116871.
5. ↑  Externe Identifikatoren von bzw. Datenbank-Links zu Methyl-2-pyron-3-carboxylat:  CAS-Nr.: 25991-27-9, PubChem: 117704, ChemSpider: 105184, Wikidata: Q83051235.
6. ↑  Externe Identifikatoren von bzw. Datenbank-Links zu 3-Butenylmagnesiumbromid:  CAS-Nr.: 7103-09-5, EG-Nr.: 693-047-7, ECHA-InfoCard: 100.221.418, PubChem: 6100500, Wikidata: Q72513895.